# Astaspes
Astaspes († 324 v. Chr.) war ein persischer Statthalter (Satrap) von Karmanien im 4. vorchristlichen Jahrhundert.
Astaspes befand sich wohl schon unter dem Großkönig Dareios III. in seinem Amt und wurde nach dessen Tod 330 v. Chr. darin von Alexander dem Großen belassen, zumal dieser auf seinem weiteren Feldzug in den Osten die Provinz Karmanien nicht durchquerte. Erst auf seinem Rückmarsch aus Indien erreichte Alexander Anfang 324 v. Chr. die Provinz und ließ Astaspes hinrichten, weil dieser unter den Verdacht einer Verschwörung gegen den Eroberer geriet und Alexander auch bei dessen anstrengendem Wüstenmarsch durch Gedrosien keine Hilfe geschickt hatte.
Astaspes wurde zunächst durch Sibyrtios ersetzt, der Karmanien aber noch im gleichen Jahr an Tlepolemos abtrat.

## Quelle
- Curtius Rufus, Historia Alexandri Magni 9, 10, 21 und 9, 10, 29.